# نامو ويكي
نامو ويكي (بالكورية: 나무위키) هو موقع ويب من نوع ويكي وموسوعة إنترنت كوري أنشئ في 17 أبريل 2015، مقره في باراغواي. وهو متوفر باللغة الكورية.
اعتبارًا من 5 أكتوبر 2024، أصبح لدى الموقع 6,679,813 مقالة عادية، بما في ذلك عمليات إعادة التوجيه، مقارنة بـ 3,290,720 (بما في ذلك عمليات إعادة التوجيه) على ويكيبيديا الكورية، مما يجعلها ويكي تحتوي على مقالات أكثر بمقدار 1.98 مرة مقارنة بويكيبيديا الكورية. وفقًا لمقالة هانكيوريه بتاريخ 30 أكتوبر 2024، يحتوي الموقع على مقالات أكثر بمقدار 2.2 مرة وحركة مرور أكثر بـ 7.2 مرة مقارنة بويكيبيديا الكورية. يصنف موقع سميلارويب موقع «نامو ويكي» باعتباره الموقع الخامس الأكثر زيارة في كوريا الجنوبية. وفقًا لصحيفة كوریا اكونومیك دیلي، بلغ الحد الأقصى لعدد المستخدمين اليومي للموقع 2 مليون، وبلغ الحد الأقصى لعدد مشاهدات الصفحات اليومية 45 مليونًا في عام 2021، مما يجعله سابع أكثر موقع ويب زيارة في كوريا في ذلك العام.

## وصلات خارجية
- الموقع الرسمي